# Pátria
"Pátria" ("Tổ quốc") là quốc ca của Đông Timor. Bài hát này được chọn làm quốc ca lần đầu tiên khi nước này tuyên bố độc lập khỏi Bồ Đào Nha năm 1975 và bị cấm trong suốt thời kỳ bị Indonesia cai trị. Mãi đến khi Đông Timor giành độc lập khỏi Indonesia năm 2002, bài hát mới được chọn làm quốc ca trở lại. Bài quốc ca này được nhà thơ Francisco Borja da Costa viết lời và được Afonso de Araujo phổ nhạc. Ban đầu chỉ có lời bằng tiếng Bồ Đào Nha, về sau người ta sáng tác thêm lời tiếng Tetum.

## Lời bài hát
| Lời tiếng Bồ Đào Nha | Lời tiếng Tetum | Dịch nghĩa tiếng Việt |
| --- | --- | --- |
| Pátria, Pátria, Timor-Leste, nossa Nação. Glória ao povo e aos heróis da nossa libertação. Pátria, Pátria, Timor-Leste, nossa Nação. Glória ao povo e aos heróis da nossa libertação. Vencemos o colonialismo, gritamos: abaixo o imperialismo. Terra livre, povo livre, não, não, não à exploração. Avante unidos firmes e decididos. Na luta contra o imperialismo o inimigo dos povos, até à vitória final. Pelo caminho da revolução. | Pátria, Pátria, Timór-Leste, ita-nia Nasaun. Glória ba Povu no ba ita-nia eróis libertasaun nasionál. Pátria, Pátria, Timór-Leste, ita-nia Nasaun. Glória ba Povu no ba ita-nia eróis libertasaun nasionál. Ita manán hasoru kolonializmu, ita hakilar: Hatuun imperializmu Rai livre, Povu livre, lae, lae, lae ba esplorasaun Bá oin hamutuk, laran-metin no barani Halo funu hasoru imperializmu inimigu Povu hotu-hotu nian, to'o vitória finál liu dalan revolusaun. | Tổ quốc, tổ quốc Đông Timor nước chúng ta Vẻ vang thay nhân dân và những anh hùng giải phóng Tổ quốc, tổ quốc Đông Timor nước chúng ta Vẻ vang thay nhân dân và những anh hùng giải phóng Diệt thực dân, đồng thanh hô vang: Đả đảo chủ nghĩa đế quốc! Đây là xứ sở tự do, con người tự do Hãy chấm dứt bóc lột! Cùng tiến lên, đoàn kết, vững bền và kiên quyết Để đấu tranh chống đế quốc xâm lược, Kẻ thù của nhân dân, cho đến ngày toàn thắng Tiến lên cách mạng kiên cường. |